# Skivbolag
Skivbolag är företag som producerar och säljer musik på fonogram. De är en grundläggande del av musikbranschen, och internationellt har företagskoncerner under 1900-talet som EMI, Universal, Sony och Warner varit viktiga. Under 2000-talet har den fysiska fonogramförsäljningen till stor del ersatts av digitala tekniker, vilket bidragit till stora förändringar.

## Historia

### Bakgrund och utveckling
Företag som producerar fonogram har funnits så länge det funnit fonogram. Äldst av 1900-talets större skivbolagskoncerner var EMI bildat 1931 men med rötter tillbaka till 1897.
78-varvs "stenkakor" (i början enkelsidiga men senare dubbelsidiga skivor med en låt per sida) var standard under 1900-talets första halva. Ur denna teknologi utvecklades efter andra världskriget 33 1/3-varvs skivalbum samt 45-varvs singlar och EP-skivor – i regel producerade av vinyl. På 1970-talet etablerades kassettmarknaden och på 1990-talet den för CD. 1990-talet var också en teknisk övergångsperiod, med testande av flera digitala format (inklusive Minidisc och flera bandformat); ingen av dessa fick dock en större marknadsandel, och produktionsbasen för musikindustrin fram till 2010-talet har fortsatt att vara CD.

### Åren runt millennieskiftet
De fyra ledande skivbolagen i världen var 2005:
- Universal Music Group (Frankrike/USA) – 25,5 procent av världsmarknaden
- Sony Music Entertainment (Japan) – 21,5 procent av världsmarknaden
- EMI Music (England) – 13,4 procent av världsmarknaden
- Warner Music Group (USA) – 11,3 procent av världsmarknaden

Totalt kontrollerade dessa då cirka 72 procent av världsmarknaden och 85 procent av USA:s marknad. 

### Effekterna av Internet
Musikbranschen har utvecklats i grunden genom de ändrade konsumtionsmönster som Internet har skapat. Åren kring millennieskiftet förlorade skivbolagen stora summor, efter att nätverk för fildelning (se piratkopiering) på Internet blivit vanliga. Därefter bidrog Apple via Itunes Store och sin Ipod till en ny musikmarknad, nu via digitala filer.
Under 2010-talet har sedan strömmande musik (bland annat via Spotify) tagit över mycket av de tidigare skivinköpen. Man lyssnar på musik över Internet, bland annat för att man är nästan ständigt uppkopplad mot Internet.
För musikbolag/skivbolag och artister innebär de nya lyssningsvanor helt nya utmaningar, bland annat för att inkomsterna inte kommer direkt vid ett "skivsläpp" utan mer utspritt över tid.  För många artister, kan det också innebära en betydligt lägre nivå på inkomsterna. Beroende på hur avtalet mellan bolag/artist och strömningstjänst är skrivet kan en halv miljon lyssningar motsvara 200 CD-skivor.
Med minskande inkomster från skiv/musik-försäljning har yrkesverksamma artister i många fall fått leta andra inkomstkällor. Visserligen ökade återigen fonograminkomsterna för branschen i början av 2010-talet, men det var från en låg nivå. Inkomster från konserter är numera ofta en viktig del av ekonomin för artisterna.
Parallellt med övergången från fysiska fonogram till digitala filer och strömmande musik, har skivbolagens roll även utmanats på andra sätt. Andelen artister som sysslar med egenutgivning är numera stort, både bland nya och etablerade namn. Skivbolag kan istället ofta lägga mer energi på att utvecklar tjänster för management och marknadsföring.  

## Källhänvisningar
1. 1 2  ”musikbranschen - Uppslagsverk - NE.se”. www.ne.se. https://www.ne.se/uppslagsverk/encyklopedi/l%C3%A5ng/musikbranschen. Läst 17 februari 2021.
2. ↑  ”Arkiverade kopian”. Arkiverad från originalet den 28 oktober 2006. https://web.archive.org/web/20061028193229/http://www.ifpi.org/site-content/publications/rin_order.html. Läst 21 januari 2006.
3. ↑  Johansson, Daniel (21 oktober 2013): "Halv miljon klick kan motsvara 200 CD-skivor". svt.se. Läst 7 mars 2015.